# Nätverksloop
En nätverksloop är ett fel som kan uppkomma i ett datornätverk och som består av att ett paket eller ramar loopar, det vill säga skickas runt och runt i nätverket. I olyckliga fall kan dessa loopar överbelasta nätet och göra det obrukbart.
I vissa tillämpningar kan loopar uppstå i nätverket på grund av att man önskar hög tillgänglighet genom redundans. Det krävs i så fall att utrustningen stödjer någon variant av Shortest Path Bridging (IEEE 802.1aq), eller Spanning tree för att undvika att ramar skickas runt utan kontroll.